# Пейо К. Яворов (булевард в София)
Вижте пояснителната страница за други значения на Яворов.
„Пейо К. Яворов“ е булевард в София. Носи името на българския поет и революционер Пейо Яворов. В миналото е известен като алея „Яворов“.
Простира се от бул. „Никола Й. Вапцаров“ на югозапад до бул. „Михай Еминеску“ (кръстовището с „Цариградско шосе“) на североизток. Пресича се с бул. „Драган Цанков“.

## Обекти
На бул. „Пейо К. Яворов“ или в неговия район се намират следните обекти (от запад на изток):
- НПМГ „Акад. Любомир Чакалов“
- Посолство на Грузия
- Ловен парк
- Железопътна гара „Пионер“
- Драгалевска река
- Борисова градина
- Физически факултет на СУ
- Факултет по математика и информатика на СУ
- Химически факултет на СУ
- Софийска духовна семинария „Св. Йоан Рилски“
- Храм „Св. Йоан Рилски“
- Площад „Велчова завера“
- Посолство на Белгия
- Телевизионна кула „София“
- Плувен комплекс „Мария-Луиза“
- Астрономическа обсерватория на СУ